# Gabrieła Koewa
Gabrieła Koewa (ur. 25 lipca 1989 w Plewenie) – bułgarska siatkarka, reprezentantka kraju, grająca jako środkowa. Od sezonu 2015/2016 występuje w azerskiej drużynie Telekom Baku.

## Sukcesy klubowe
Mistrzostwo Bułgarii:
- 2007, 2008

Puchar Bułgarii:
- 2008

Puchar Szwajcarii:
- 2010, 2011

Mistrzostwo Szwajcarii:
- 2010, 2011

Puchar Challenge:
- 2014

Mistrzostwo Azerbejdżanu:
- 2017
- 2016

## Sukcesy reprezentacyjne
Liga Europejska:
- 2011, 2013